# 湯姆·戴維斯
湯姆·戴維斯（Thomas "Tom" Davies；1998年6月30日—）是一位英格蘭足球運動員。在場上的位置為中場。他現在效力於英超球隊谢菲尔德联。

## 個人生活
戴維斯在週日晚餐項目做志願者，這是一個當地慈善組織，旨在支持利物浦的無家可歸者社區。

## 榮譽

### 國家隊
英格蘭U21
- 土倫盃冠軍：2018年[2]

### 個人
- 愛華頓年度最佳青年球員：2016-17賽季

## 外部連結
- http://www.evertonfc.com/players/t/td/tom-davies （页面存档备份，存于）
- Soccerway資料庫：湯姆·戴維斯